# Portuguesa (delstat)

Portuguesa läge i Venezuela

Portuguesa flagga

Portuguesa är en av Venezuelas 23 delstater (estados), belägen i den nordvästra delen av landet. Den har en yta på 15 200  km² och en befolkning på 873 400 invånare (2007). Huvudstad är Guanare.
Delstaten skapades 1909.

## Kommuner
Delstatens kommuner (municipios) med centralort inom parentes.
1. Agua Blanca (Agua Blanca)
2. Araure (Araure])
3. Esteller (Píritu)
4. Guanare (Guanare)
5. Guanarito (Guanarito)
6. Monseñor José Vicente de Unda (Paraíso de Chabasquén)
7. Ospino (Ospino)
8. Páez (Acarigua)
9. Papelón (Papelon)
10. San Genaro de Boconoito (Boconoito)
11. San Rafael de Onoto (San Rafael de Onoto)
12. Santa Rosalía (El Playon)
13. Sucre (Biscucuy)
14. Turén (Villa Bruzual)